# Дуйсбургский театр
Дуйсбургский театр — каменное строение в неоклассическом стиле по проекту архитектора Мартина Дюльфера, построенное в начале XX века в городе Дуйсбурге в Германии. Памятник архитектуры. В настоящее время используется как классическая театральная площадка для постановок оперы и балета.

## Общая информация
Большая сцена Дуйсбургского театра, возведённого между 1911 и 1912 годами, рассчитана на 1117 мест. Это место работы Немецкой рейнской оперы, театрального объединения, основанного в 1956 году городами Дуйсбург и Дюссельдорф.
У данного театра нет собственного театрального ансамбля, но ведётся тесная работа с региональными театрами.
Также на площадке работают Театральный филармонический оркестр, Дуйсбургский филармонический оркестр, который существует с 1877 года, и в настоящее время им руководит Аксель Кобер.

## История
С 1887 года все театральные представления проходили в Дуйсбургском «Тонхалле».
По предложению лорд-мэра Дуйсбурга Карла Лера в 1902 году была создана ассоциация театрального строительства, которая смогла собрать необходимые средства для строительства здания Дуйсбургского театра. В 1909 году по итогам архитектурного конкурса, в котором приняли участие несколько архитекторов, проекты Мартина Дюльфера и Карла Морица были признагы равноценными. В итоге проект Мартина Дюльфера с некоторыми доработками был взят за основу.
11 мая 1911 года состоялась церемония закладки фундамента на строительной площадке на Неккарштрассе. Первый камень в фундамент был заложен 27 июня 1911 года, в тот день шёл проливной дождь. Театр был официально открыт 7 ноября 1912 года. На следующий день в помещениях сооружения начались регулярные игровые репитиции и мероприятия.
Здание театра было сильно повреждено бомбардировкой Дуйсбурга 20 декабря 1942 года, и театру пришлось переехать на разные площадки Германии. По запросу городской администрации Дуйсбурга был осуществлён переезд в Прагу в 1943 году, где выступления театральных трупп проводились до июля 1944 года.
После окончания войны в 1946 году руины сначала были защищены от дальнейшего разрушения временной крышей, а главное фойе театра было временно отремонтировано и использовалось для театральных представлений, но в основном как кинотеатр.
В 1950 году были введены в эксплуатацию зрительный зал и авансцена. На третьем этапе сцена была восстановлена в 1952 году. В 1954 году были отремонтированы фойе, кассовый зал и проходы. В 1960 году были отремонтированы фасады, им был придан интенсивный красный цвет, который в последующие годы был заменен нынешней белой краской. Вся реконструкция театра проводилась под руководством архитектора, директора по строительству Зигфрида фон Тилинга.
В 1956 году театры Дуйсбурга и Дюссельдорфа объединились под названием Немецкая рейнская опера, которая работает до сих пор.
Фронтон городского Дуйсбургского театра украшен цитатой из «Посвящения искусству» Фридриха Шиллера: «Mit all seinen Tiefen, seinen Höhen roll ich das Leben ab vor deinem Blick. Wenn du das große Spiel der Welt gesehen, so kehrst du reicher in dich selbst zurück».